# Шерон Остер
Шерон Остер (англ. Sharon Oster; 3 вересня 1948 — 10 червня 2022) — почесна професорка менеджменту та підприємництва Фредеріка Д. Вулфа та колишня декан Єльської школи менеджменту, де вона була першою жінкою, яка отримала посаду, і першою жінкою-деканом. Вона широко відома як економістка, яка зосереджується на бізнес-стратегії та управлінні неприбутковими організаціями .

## Раннє життя та освіта
Остер здобула ступінь бакалавра в Університеті Хофстра в 1970 році та отримала ступінь доктора філософії. з економіки в Гарварді в 1974 році.

## Кар'єра
Свою 43-річну професійну кар'єру Остер провела як професока і адміністраторка Єльського університету. Здобувши її кандидатську дисертацію з Гарварду в 1974 році, Остер вступила на факультет Єльського економічного факультету, де вона «в першу чергу викладала для студентів у Єльському коледжі». У 1982 році вона перейшла на факультет Єльської школи менеджменту, де отримала посаду в 1983 році як перша жінка, яка це зробила, а в 1992 році була названа професоркою менеджменту та підприємництва Фредеріка Д. Вулфа. З 2008 по 2011 рік Остер обіймала посаду декана Єльської школи менеджменту, ставши першою жінкою-деканом. У травні 2018 року вона вийшла на пенсію з факультету Єльської школи менеджменту.
У 2009 році Остер зменшила платню на 100 000 доларів зі своєї річної зарплати як декана Єльської школи менеджменту, щоб фінансувати стажування для студентів. У 2018 році було оголошено звання професорки Шерон Остер, наділеної кафедрою економіки
Остер написала, написала у співавторстві або відредагував п'ять наукових книг, у тому числі " Сучасний конкурентний аналіз " (1990 р. переглянуто в 1993 і 1999 рр.) і «Стратегічне управління некомерційними організаціями» (1995). Вона також опублікувала понад 40 наукових статей на теми, включаючи питання регулювання, прикладну промислову організацію та економіку праці, а також декілька неакадемічних статей.

### Членство в правлінні
З 1994 року Остер обіймає посаду незалежної директорки Welltower Inc, інвестиційного фонду нерухомості, який інвестує переважно в інфраструктуру охорони здоров'я. Вона також була членом правління компаній Aristotle Corporation, Transpro Inc. і Bentall Kennedy, а також рад некомерційних організацій, зокрема Choate-Rosmary Hall і Yale University Press .

## Нагороди та визнання
У 1988 році вона отримала першу нагороду Єльської школи менеджменту за відмінність викладання і знову отримала цю нагороду в 2008 та 2013 роках .
У 2011 році вона була лауреаткою премії Керолін Шоу Белл від Американської економічної асоціації .
У 2018 році вона була відзначена Академією менеджменту нагородою Ірвіна як видатний педагог 2018 року за досягнення в галузі MBA/Executive Education.